# Campeonato Paulista 1916
In 1916 werd het vijftiende Campeonato Paulista gespeeld voor clubs uit de Braziliaanse staat São Paulo. Ook dit jaar werden twee competities georganiseerd die beide erkend werden als volwaardige kampioenschappen, de Liga Paulista de Foot-Ball (LPF) en Associação Paulista de Esportes Atléticos (APEA).
De competitie van de LPF werd gespeeld van 21 mei tot 26 november en werd gewonnen door Corinthians. De competitie van de APEA werd gespeeld van 13 mei tot 17 december en werd gewonnen door Paulistano. 

## Eindstand - APEA
| Plaats | Club            | Wed. | W | G | V | Saldo | Ptn. |
| ------ | --------------- | ---- | - | - | - | ----- | ---- |
| 1.     | Paulistano      | 12   | 9 | 1 | 2 | 40:17 | 19   |
| 2.     | AA São Bento    | 11   | 6 | 2 | 3 | 26:27 | 14   |
| 3.     | Mackenzie       | 12   | 6 | 1 | 5 | 27:23 | 13   |
| 3.     | Ypiranga        | 12   | 6 | 1 | 5 | 19:19 | 13   |
| 5.     | Santos          | 11   | 4 | 1 | 6 | 23:31 | 9    |
| 6.     | AA Palmeiras    | 12   | 4 | 0 | 8 | 20:28 | 6    |
| 7.     | Palestra Itália | 12   | 2 | 2 | 8 | 16:26 | 8    |

|  | Kampioen |

### Topschutter
| Speler            | Speler  | Goals | Club       |
| ----------------- | ------- | ----- | ---------- |
| Vlag van Brazilië | Mariano | 8     | Paulistano |

### Kampioen
| Campeonato Paulista de 1916    |
| São Paulo                      |
| ------------------------------ |
| PAULISTANO Kampioen (4° titel) |

## Eindstand - LPF
| Plaats | Club           | Wed. | W | G | V | Saldo | Ptn. |
| ------ | -------------- | ---- | - | - | - | ----- | ---- |
| 1.     | Corinthians    | 8    | 8 | 0 | 0 | 20:3  | 16   |
| 2.     | União Lapa     | 8    | 5 | 0 | 3 | 14:18 | 10   |
| 3.     | Alumni         | 7    | 4 | 2 | 1 | 6:8   | 10   |
| 4.     | Campos Eliséos | 8    | 3 | 3 | 2 | 12:6  | 9    |
| 5.     | Maranhão       | 7    | 3 | 1 | 3 | 6:7   | 7    |
| 6.     | Minas Gerais   | 7    | 2 | 3 | 2 | 6:8   | 7    |
| 7.     | Paysandu       | 9    | 2 | 3 | 4 | 4:9   | 7    |
| 8.     | Americano      | 5    | 2 | 2 | 1 | 13:3  | 6    |
| 9.     | Ítalo          | 6    | 2 | 1 | 3 | 5:8   | 5    |
| 10.    | Vicentino      | 7    | 2 | 1 | 4 | 7:11  | 5    |
| 11.    | Luzitano       | 7    | 2 | 1 | 4 | 4:10  | 5    |
| 12.    | Ruggerone      | 11   | 1 | 1 | 9 | 2:8   | 3    |
| 13.    | Internacional  | 4    | 2 | 0 | 2 | 6:6   | 4    |
| 13.    | Germânia       | 2    | 0 | 0 | 2 | 1:7   | 0    |

|  | Kampioen |

### Topschutter
| Speler            | Speler   | Goals | Club        |
| ----------------- | -------- | ----- | ----------- |
| Vlag van Brazilië | Aparício | 7     | Corinthians |

### Kampioen
| Campeonato Paulista de 1916     |
| São Paulo                       |
| ------------------------------- |
| CORINTHIANS Kampioen (2° titel) |